# Woldemar Hermann

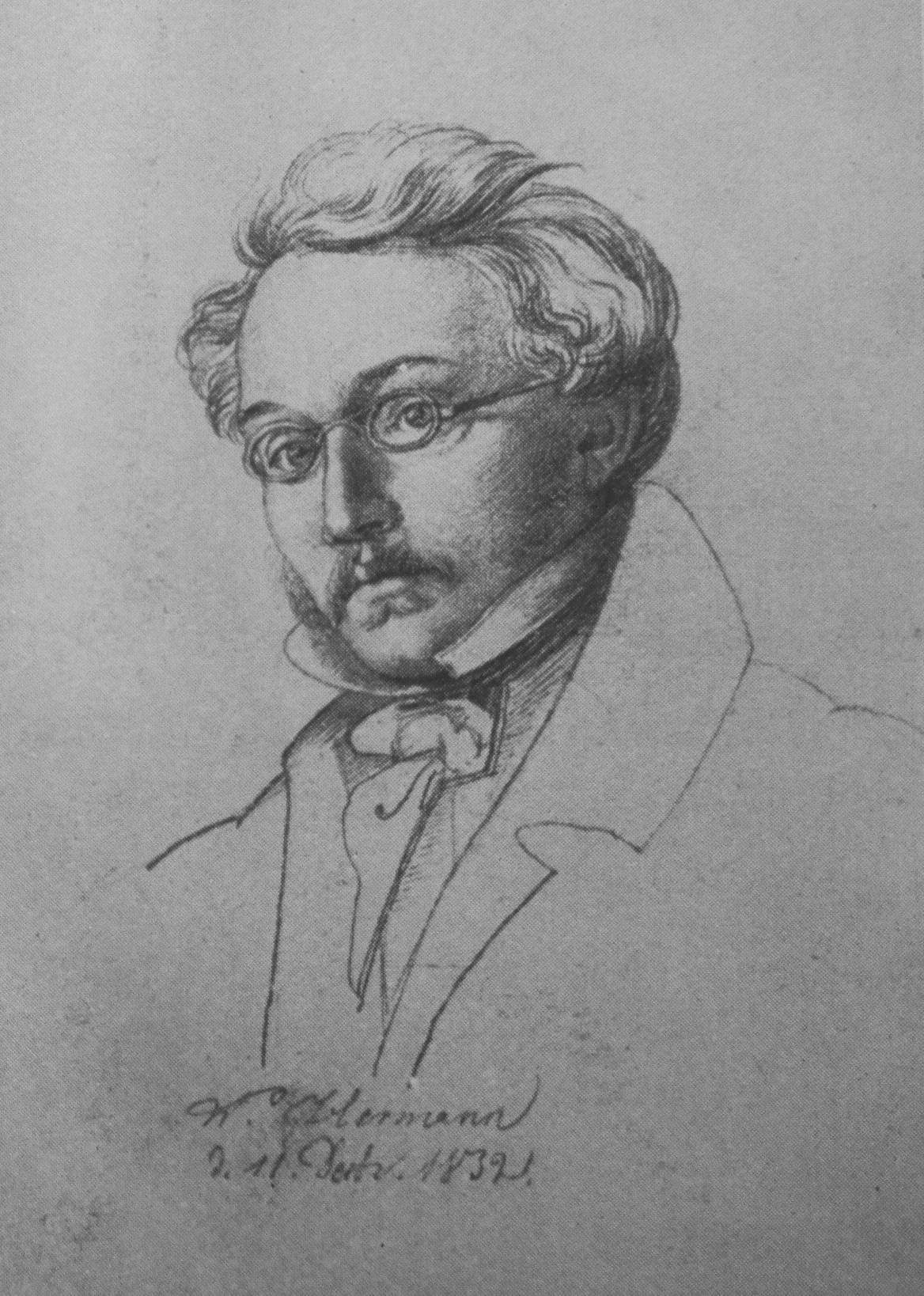
Woldemar Hermann, Zeichnung von Adolf Zimmermann, 1832

Woldemar Hermann (* 20. Juni 1807 in Dresden; † vermutlich 15. April 1878 ebenda; vollständiger Name: Hans Woldemar Hermann) war ein deutscher Architekt und Maler. Sein veröffentlichtes Bautagebuch listet für das zweite Viertel des 19. Jahrhunderts etwa 70 Bauprojekte, von denen die meisten heute zerstört sind. Mit der Revolution von 1848 legte Hermann aus von ihm nicht bekanntgegebenen Gründen seinen Beruf als Architekt nieder und widmete sich nur noch der Malerei, wovon er seine Familie jedoch kaum ernähren konnte. Im Jahr 1878 beging er Suizid durch Ertrinken in der Elbe.

## Leben und Wirken

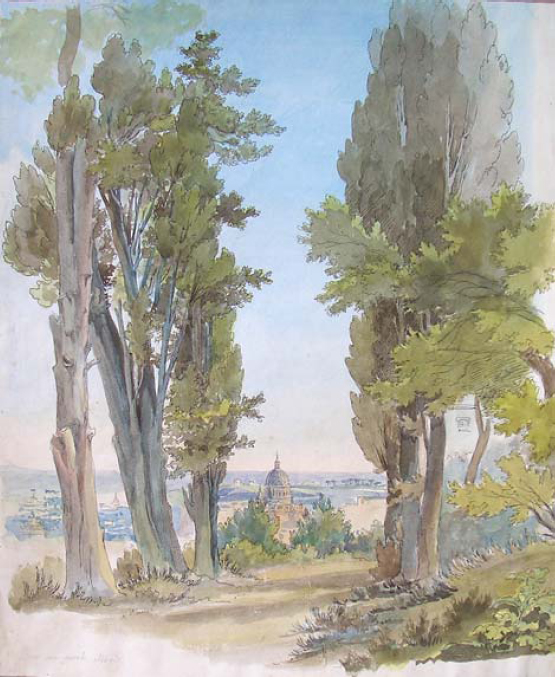
„Rom vom Monte Mario“, Aquarell von Woldemar Hermann, 1830

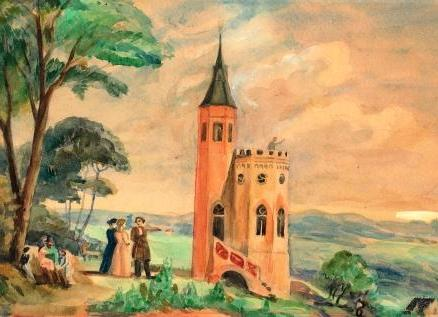
Aussichtsturm Jägerberg (Blechburg), Aquarell von Woldemar Hermann, 1844

Hermann wuchs in Dresden in einer Beamtenfamilie in bescheidenen Verhältnissen auf. Obwohl sein Vater früh verstorben war, konnte der kunstsinnige Junge im Alter von 13 Jahren ab 1820 die Dresdner Kunstakademie besuchen. Da der Professor Röber als Leiter des Fachs Architektur bereits abgegangen war, lernte Hermann die erste Zeit interimistisch bei dem Zeichner und Hofmaler Johann Gottfried Jentzsch, bis Carl August Benjamin Siegel die Architekturausbildung übernahm. In den Jahren 1824 und 1825 ergänzte Hermann in den Sommermonaten seine Ausbildung durch eine Lehre als Maurer, während er im Winter studierte.
Ab 1826, mit 19 Jahren, entwarf Hermann für seinen wohlhabenden Verwandten Frédéric de Villers als ersten großen Auftrag das klassizistische Gebäudeensemble im Coselschen Garten in Dresden, nämlich das nach seiner Zerstörung rekonstruierte Schwanenhaus an der Holzhofgasse (heute Altenzentrum der Diakonie) sowie das ebenfalls 1945 zerstörte Wasserpalais. De Villers hatte in Leipzig in zweiter Ehe ein Mitglied der Familie Leplay geheiratet, woraufhin er nach Dresden zog und dort zwei der bedeutendsten Gartengrundstücke erwerben konnte. Dies war zum einen der Moschinsky-Garten von der Witwe des Kriegsrats Christian Friedrich Georgi (1769–1825), einem Onkel von Hermann und Schwager de Villers’, um dort zu wohnen, zum anderen der Coselsche Garten von dem Kaufmann Lutzmann, um dort Gebäude zur Vermietung zu errichten. Während bei Hermann 1828 der Wunsch nach Weiterbildung durch eine Studienreise aufkam, erhielt er auf der Coselschen Baustelle Besuch vom Generaldirektor der Kunstakademie, dem Grafen Heinrich Vitzthum von Eckstädt (1770–1837). Dieser empfahl ihm, für seine gezeigte Bauleistung beim König um eine „Reisepension“ einzukommen, die er durch Vermittlung des Grafen im selben Jahr für eine zweijährige Bildungsreise nach Frankreich und Italien erhielt. Während der Reisevorbereitungen fuhr er nach Berlin, wo er sich mit den jungen Architekten Friedrich August Stüler und Eduard Knoblauch zur gemeinsamen Reise verabredete. Die wichtigste Station war für Hermann Rom, da er dort, neben seinen architektonischen Studien, Anschluss an die Künstlerkolonie der Nazarener fand.
Noch 1830 entwarf Hermann ein neues Dresdner Hoftheater am Zwinger, für das er vom sächsischen Prinzen Friedrich August viel Beifall erhielt, dessen Entwurf jedoch nicht realisiert wurde. Erst Gottfried Semper baute später aufgrund seiner eigenen Entwürfe von 1837 das neue Hoftheater. Zwischen 1832 und 1834 entstand Hermanns architektonisch bedeutendstes Gebäude, das Römische Haus in Leipzig für den Musikverleger Hermann Härtel, welches für den später in Griechenland wirkenden Architekten Ernst Ziller ein wichtiges Vorbild für die Realisierung von Heinrich Schliemanns Wohnpalais Iliou Melathron werden sollte, insbesondere durch Friedrich Preller des Älteren Ausmalungen mit seinem Odyssee-Freskenzyklus. Im Auftrag des Dresdner Weinhändlers August Traugott Hantzsch errichtete Hermann 1843/1844 anstelle des bestehenden, aus dem 17. Jahrhundert stammenden Herrenhauses die neogotische Hantzsch-Villa auf dem Jägerberg in der Oberlößnitz. Dazu schuf er einen Englischen Landschaftsgarten nebst Künstlicher Ruine und einem damals weithin sichtbaren, heute verfallenden Aussichtsturm, der Blechburg, von dem aus der Blick bis nach Dresden frei war. Trotz verschiedener Umbauten vor allem durch die Gebrüder Ziller zeigt das Haupthaus auf dem Jägerberg heute noch Hermanns Handschrift.
Zwischen den Revolutionen von 1830 und 1848 listet Hermanns Bautagebuch, das 2006 von seinen Nachkommen veröffentlicht wurde, an die 70 Bauprojekte auf, darunter „Um- und Neubauten von Gutshäusern und Villen des sächsischen Land- und des Leipziger Buchhändleradels, Kirchenrestaurierungen, Dekorationsaufträge, etwa für den Saal des Leipziger Gewandhauses, die Salomonisapotheke am Dresdner Neumarkt oder – bis heute erhalten – das Schillerzimmer des Weimarer Schlosses“. Die meisten seiner gebauten Werke sind nicht mehr erhalten. Ähnlich wie Christian Gottlieb Ziller mit seinem eigenen Landhaus in der Lößnitz hatte auch Hermann schon vor Semper auf eine Wiederbelebung der Renaissance in Sachsen hingewirkt.
Mit der Revolution von 1848 legte Hermann aus von ihm nicht bekanntgegebenen Gründen seinen Beruf als Architekt nieder und widmete sich nur noch der Malerei, wovon er seine Familie jedoch kaum ernähren konnte. Hermann gehörte zum Freundeskreis von Ludwig Richter. Ebenso wie viele seiner Künstlerfreunde reiste er mehrfach nach Rom, aber auch nach Umbrien, in die Toskana, nach Venedig und nach Capri. Auf diesen Reisen stellte er unzählige Skizzen her, die als Vorlagen für seine Gemälde dienten und bis heute in privaten Sammlungen überdauert haben.
Einsam und verarmt fand Hermann den Freitod in der Elbe, vermutlich am 15. April 1878. Er wurde auf dem Kirchhof in Weistropp beerdigt.
Das sächsische Landesamt für Denkmalpflege zeigte 2007 eine größere Ausstellung mit Werken aus dem „beeindruckenden künstlerischen Nachlass Woldemar Hermanns“, die auf Initiative und mit Hilfe des Kötzschenbrodaer Pfarrers Michael Schleinitz, eines Ururenkels des Künstlers, zustande kam. Ihm und seiner Familie sind auch die Veröffentlichungen von Hermanns Bautagebuch sowie der Notizen über dessen Jugendjahre zu verdanken.

## Werk

### Bauten und Entwürfe

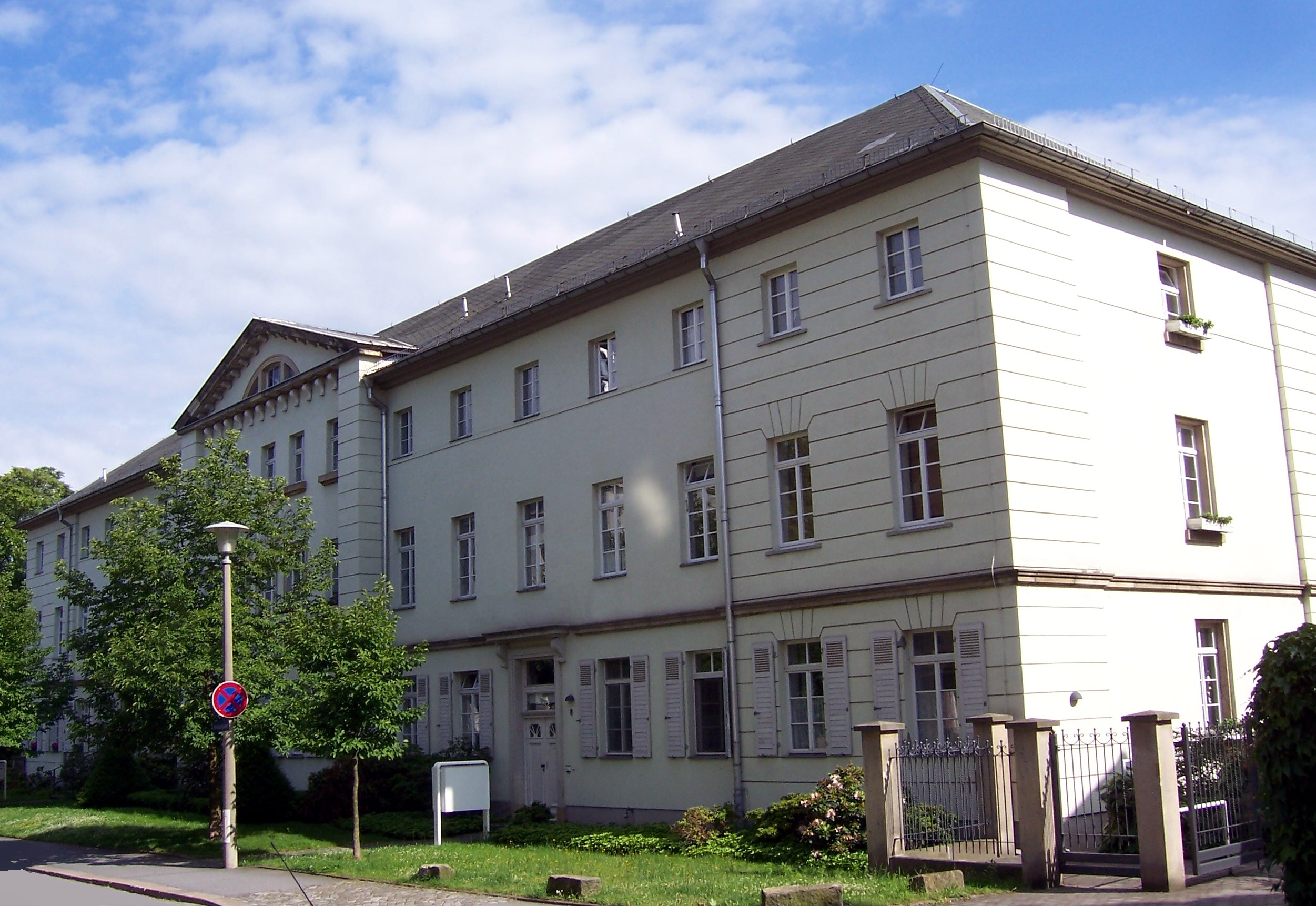
Schwanenhaus

Wasserpalais, unbekannter Künstler um 1850

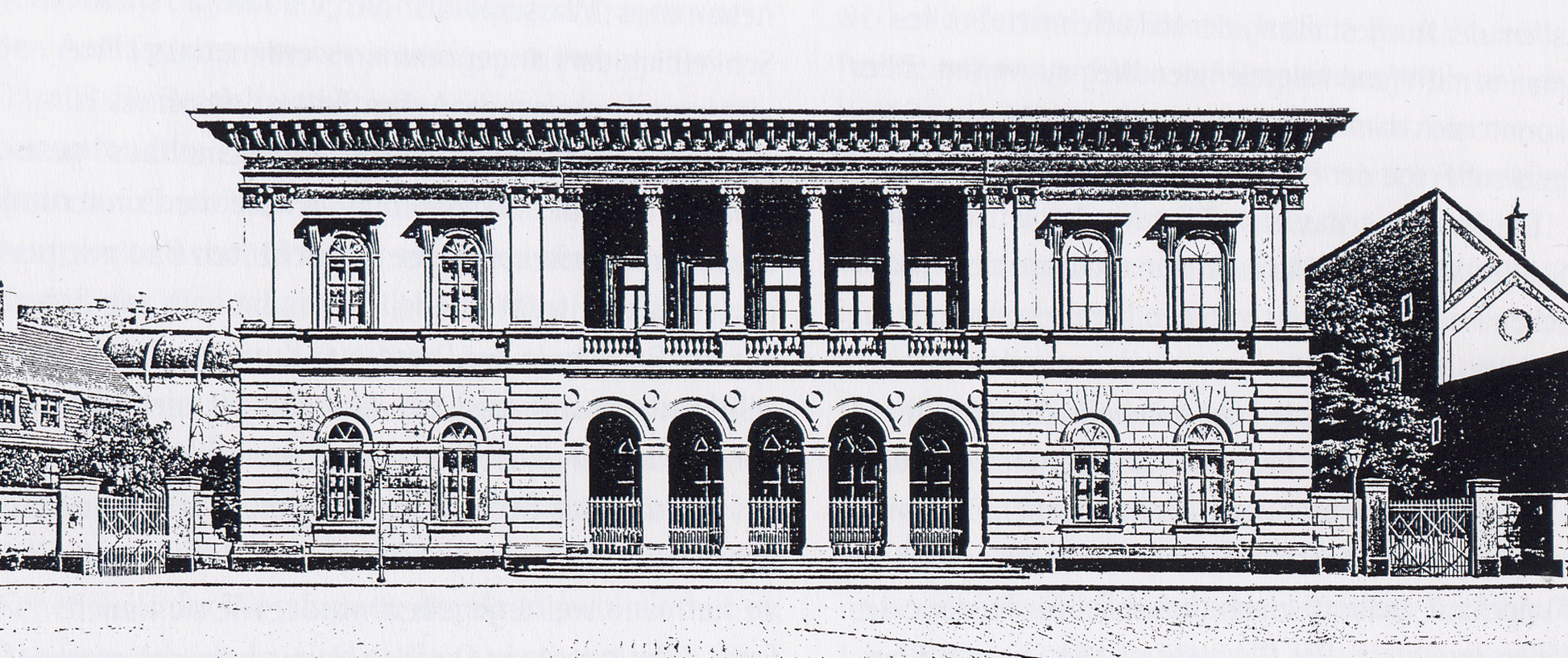
Römisches Haus, Zeichnung von Hermann, 1831–1834

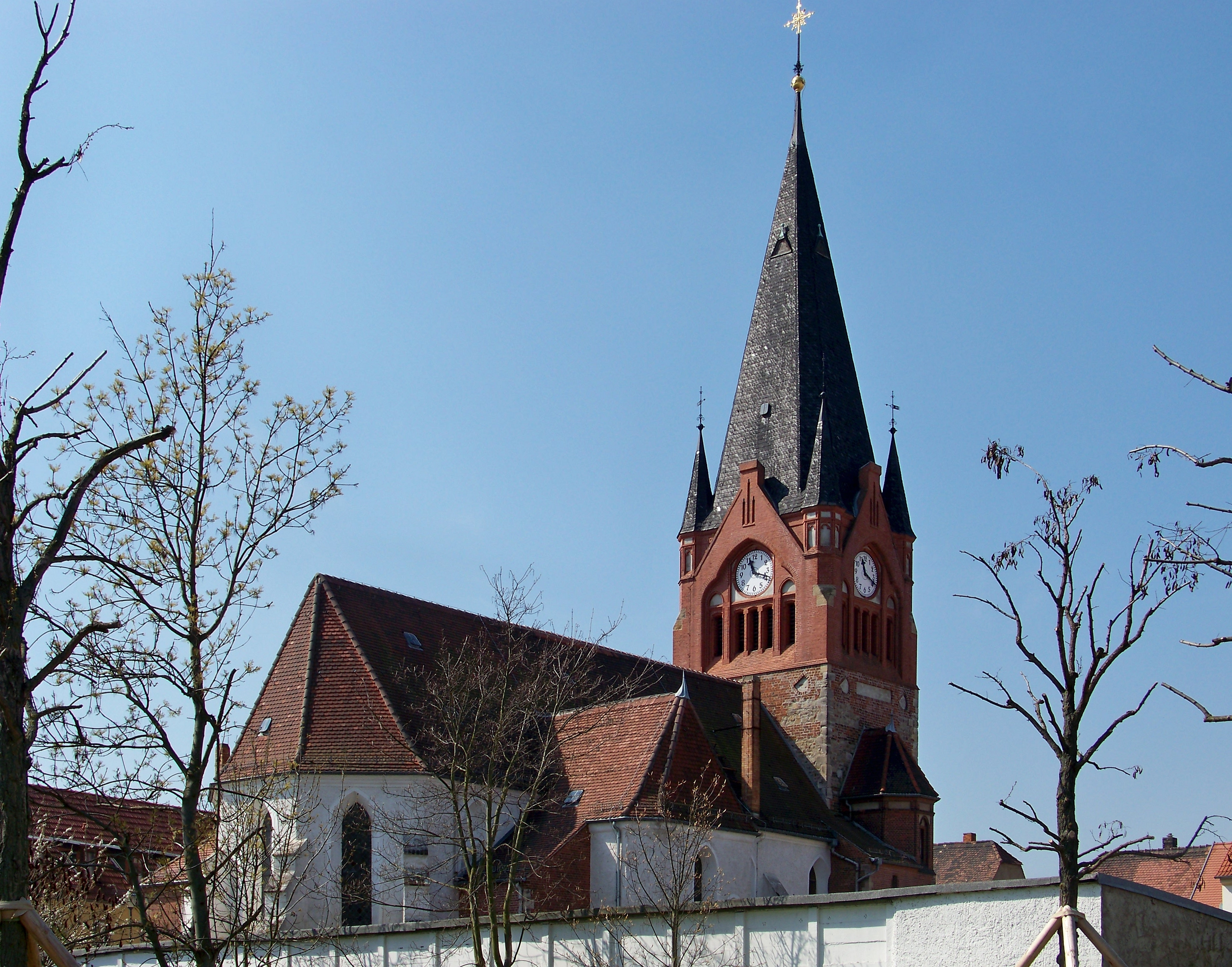
Schkeuditzer Stadtkirche St. Albani

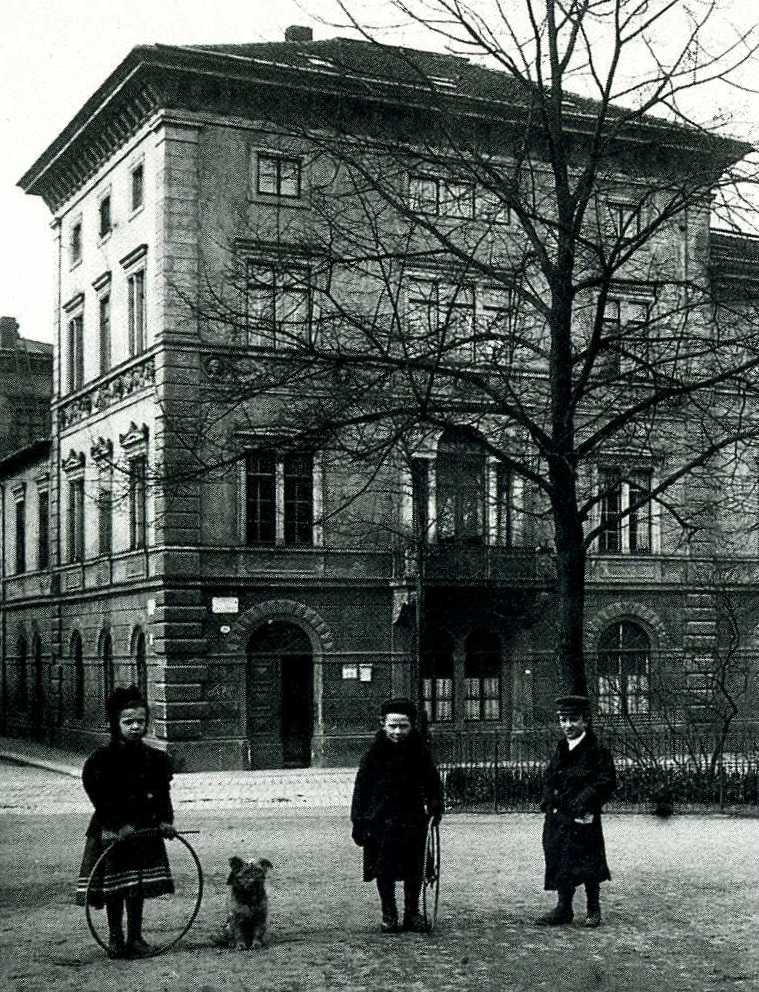
Dresden, Bürgerwiese 14, 1897

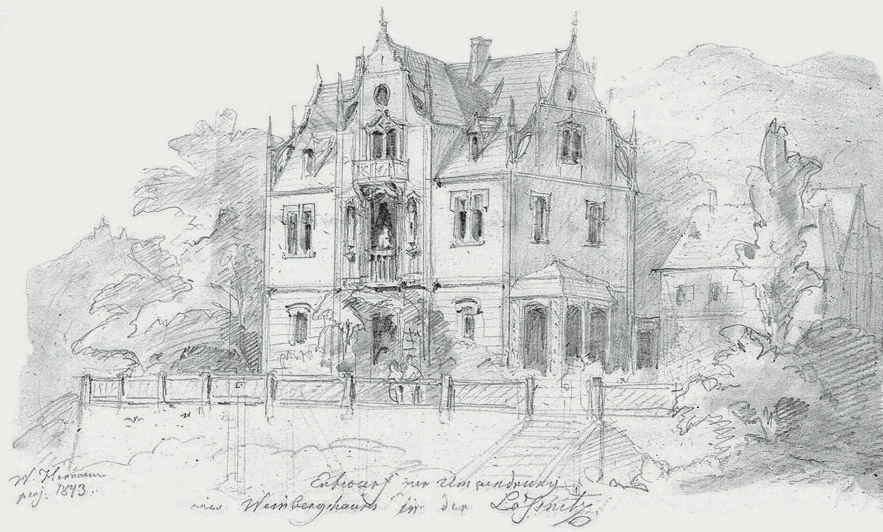
„Entwurf zur Umaendrung eines Weinbergshauses in der Lößnitz“ (Hantzsch-Villa), Zeichnung von Hermann, 1843

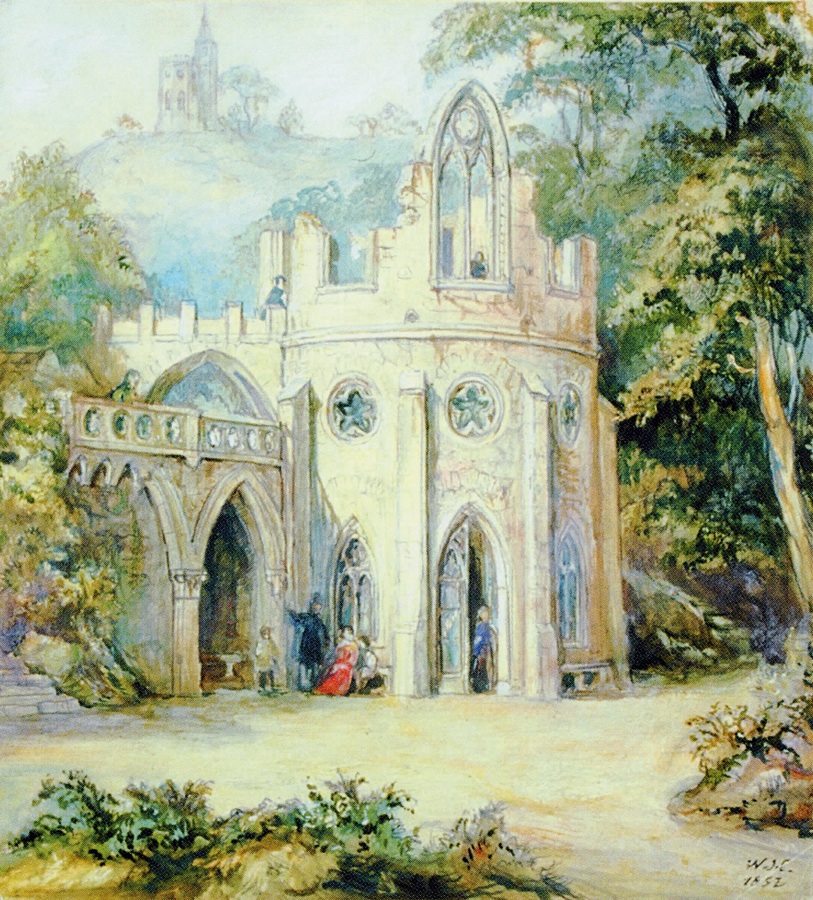
Künstliche Ruine oberhalb der Hantzsch-Villa (1844), li. oben die Blechburg, Bild von Hermann

Das folgende Werkverzeichnis folgt Hermanns Bautagebuch:
- 1826: August: Langes Haus auf Coßels (auch Schwanenhaus, Holzhofgasse 8/10, Dresden, für de Villers; 1945 abgebrannt, 1986 bis 1990 wiederaufgebaut)
- 1827: Juni: Wasserpalais auf Cosel (auch Kuppelvilla),[7] Holzhofgasse 12, Dresden, für de Villers (1945 zerstört) und Renovierung des Weber-Hauses (für de Villers: „ein kleines Parterre-Haus […], wo der Capellmeister C. M. von Weber einige Zeit wohnte.“)
- 1828: Februar: Gartenhaus (für Hermanns Mutter, von de Villers abgetrenntes Gartenland des Coselschen Gartens)
- 1830: Oktober: Entwurf für ein neues Hoftheater am Zwinger, Dresden (für den prinzlichen Mitregenten Friedrich, nicht realisiert)
- 1831–1834: Haus in Leipzig (Römisches Haus, für den Verleger Hermann Härtel, 1904 abgerissen)
- 1832: Januar: Wirtschaftsgebäude mit angebautem Kuhstall auf dem Rittergut Tanneberg (für v. Schönberg)
- 1832: April: Wohnhaus in Dresden (für den Weinhändler Peyer; Stadtgut am Ende der äußeren Pirnaischen Gasse, dicht am Schlag)
- 1832: Juli: Arnsdorf (für v. Beschwitz; wohl das 1831 von dem Großherzoglich-Weimarischen Kammerrat Ludwig Wilhelm Ferdinand von Beschwitz[8][9] erworbene Rittergut Arnsdorf)
- 1833: Januar: Haus auf Moschinsky in Dresden (für de Villers)
- 1833: März: Entwürfe für Salis (für Dr. Crusius; verschiedene Ideen zur Parkausschmückung im Rittergut Rüdigsdorf, einschließlich der Freskenentwürfe „aus dem Leben der Psyche“ für den Schwind-Pavillon)[10]
- 1833: April: Bau in Wendischbora (für v. Rödern)
- 1833/1834: Schloss Cotta (für v. Leysen)
- 1834: Januar: in Nossen (für den Staatsmaurermeister Hoffmann)
- 1834: Februar: in Dresden (für v. Heynitz von Hermsdorf bei Dresden; Entwurf von „Idealen für eine zweckmäßige Construction von Wirtschaftsgebäuden“)
- 1834–1837: Bau in Leipzig (für den Buchhändler A. Barth [wohl Wilhelm Ambrosius Barth (1790–1851)])
- 1834: März: in Leipzig (für Junghans)
- 1834/1835: in Gamig bei Dresden (Planungen für den Schlossumbau auf dem Gut des Kammerherrn v. Lüttichau)[11]
- 1834/1835: in Hosterwitz bei Dresden (für den Geheimen Legationsrat Friedrich Wilhelm von Trautvetter: Umbauten und Erweiterungen am Keppschloss, Dresdner Straße 97)
- 1835: März: in Maxen bei Dresden (für Serre)
- 1835: April: in Marklissa (Wohnhaus-Neubau für Dr. Heilmann, Schwiegersohn von Oberst v. Bissing in Lauban)
- 1835: April: in B[…]berg (für Oberst v. Bissing; eventuell der Vater von Adolph von Bissing auf Beerberg, der von jenem 1842 das Gut Beerberg, Landkreis Lauban, übernahm?; Entwürfe für eine „Colonie in Rußland mit Mietshäusern, Schmiede-, Bauern- und Häuslerwohnungen“)
- 1835: Oktober: Neues Postgebäude am „Platz vor dem Grimmaischen Thore“ in Leipzig. Pläne (für den Buchhändler A. Barth [wohl Wilhelm Ambrosius Barth (1790–1851)], von diesem ohne Abstimmung mit Hermann dem Stadtbaudirektor Albert Geutebrück zur Realisierung überlassen)[12]
- 1836: Februar: Bau in Leipzig (für Nieß)
- 1836: Februar: Bau in Leipzig (für Gerhardt)
- 1836: April: Trinkanstalt in Leipzig (für Dr. Struve; Wirtschaftshaus, Schanklokal und Colonnade im Gerhardschen Garten, neben dem Rondell mit dem Poniatowski-Denkmal)[13]
- 1836: Mai: Waldenburg. Plan für ein Lustschloss im Grünfelder Park (für Fürst Schönburg-Waldenburg)[14]
- 1836: September: Bau in Rüdigsdorf bei Altenburg (für Dr. Crusius; wohl auf dem Rittergut Rüdigsdorf von Wilhelm Crusius)
- 1836: November: Bau in Leipzig (für Spediteur Seyeland oder Syeland, Fleischergasse [Grundstück „goldenes Schiff“])[15]
- 1837: Februar: in Leipzig, Plan (für Dr. Crusius)
- 1837: März: in Leipzig, Plan (für Dr. Härtel)
- 1837/1838: in Leipzig (für Heinrich Brockhaus; Einrichtung einer Wohnung im zweiten Stock nebst Sanierung des Wohn- und Verlagshauses F. A. Brockhaus)
- 1837: Juni: in Leipzig (Entwurf der Straßenanlagen und Verteilung der Parzellen, Vorstadt vor dem Grimmaischen Thor, sowie Entwurf für ein Mietshaus auf der verbliebenen Parzelle [Verlängerung der Hintergasse auf dem Weg nach Schönfeld], für Dr. Ranft)[16]
- 1837: August: Leipzig (Neubau auf derselben Straße, für Buchhändler Schwetzschke)
- 1837: August: Kirchenbau in Skeuditz bei Leipzig (für den Mühlengutsbesitzer Pudor in Wehlitz bei Schkeuditz, Restaurierung der Stadtkirche St. Albani)
- 1837: Oktober: Leipzig (für Dr. Härtel)
- 1838: Januar: Leipzig (für Boerner)
- 1838: März: Dresden. Plan (für Seyfert)
- 1838: Juni: Dresden (für de Villers, wohl Mietshaus Bürgerwiese 14, 1899 abgebrochen)
- 1838: Juli: Purschenstein (Umbauten von Schloss Purschenstein für v. Schönberg)
- 1839/1840: Dresden (für de Villers, wohl Mietshaus Bürgerwiese 14, 1899 abgebrochen)
- 1839: Juli: Maxen bei Dresden (für Serre)
- 1840: Januar: Koselitz bei Großenhayn (für Schönberg)
- 1840: April: Wechselburg (für v. Schönburg)[17]
- 1840: Juli: Tharandt. Kirchenbau (für Cotta, Restaurierung der Berg- und Stadtkirche zu Tharandt)
- 1840: November: Dresden. Plan (Villa auf dem Marcolinischen Vorwerk, Bautzner Straße; für v. Gutschmid, nicht realisiert)[18]
- 1841: Januar: Dresden (für Haenel)
- 1841: März: Dresden (Wohnhaus-Neubau für den Maler Friedrich Brockmann und seine Ehefrau Ottilie Maximiliane Pfersich, Albrechtsgasse 7)[19][20]
- 1842: Januar: Dresden. Plan (für Hannemann, Antonstadt, Wasserstraße, nicht realisiert)
- 1842: April: Dresden-Neustadt. Plan (für Hantzsch)
- 1842: April: Meißen. Plan (für Häntzsche)
- 1842/1843: Dresden (Überformung eines bestehenden Gebäudes durch Neubau [heute Königstraße 25]; für seinen Bruder; großes Gartengrundstück am Bautzner Platz in Verlängerung der Königstraße, ehemals Stadtschreiber Tenius)[21]
- 1842: Dresden. Plan (Entwurf zu einem Turm für die Dreikönigskirche, nicht veröffentlicht)[22]
- 1842/1843: Tharandt (Wohnhaus-Neubau für Plitt, Schwager von Friedrich Brockmann; Haus als Abwandlung des schwägerlichen Hauses in Dresden)
- 1843: Februar: Hainsberg bei Dresden (für Todte)
- 1843: Februar: Dresden (für v. Lengerke; dieser hatte von de Villers die „Villa auf Cosels“ gekauft, die von Hermann ohne Veränderungen wieder „in guten Stand“ gesetzt wurde)
- 1843: April: Dresden. Treppe zur Brühlschen Terrasse (für den Hutmacher Johann Traugott Borisch, große Fischergasse 6, seit 1849 Münzgasse 6, seit 1889 Münzgasse 11[23])
- 1843: Juni: Dresden. Plan (für Häußler)
- 1843: Juni: Weinberg bei Dresden (für den Dresdner Weinhändler Hantzsch, Umbau eines verfallenen Pferdestalls zum Winzerhaus und Umbau eines Kuhstalls zum Gewächshaus, später Umbau eines Herrenhauses zur Hantzsch-Villa, auf dem Oberlößnitzer Jägerberg)
- 1843: November: Dresden (für Madame Schönberg)
- 1844: Januar: Dresden (für Kunitz)
- 1844: Januar: Niederstriegis bei Roßwein. Plan (Entwurf Kirchenbau, für Pastor Axt, nicht realisiert)[24]
- 1844: Februar: Plan (für Dr. Härtel)
- 1844: August: Weinberg bei Dresden (für Hantzsch, Künstliche Ruine und Aussichtsturm Blechburg, auf dem Oberlößnitzer Jägerberg)
- 1844: August: Rittergut Cotta (Pferdestall für v. Burckhardt [Eduard von Burchardi], Ehemann von Elwine verw. von Leyser geb. Härtel, Tochter von Gottfried Christoph Härtel)
- 1844: September: Dresden. Plan (Entwurf für eine Wohnhauserweiterung auf dem Grundstück Elisens Ruhe bzw. Hopfgarten, für Götz)[25]
- 1844: September: Dresden. Plan für ein „Local für Versammlungen“ der Gesellschaft der Flora (für den Chemiker Houpe)
- 1845: Februar: Polen. Plan zu einer Begräbniskapelle (für Gräfin v. Rudoltowska)[26]
- 1845/1847: Dresden (für den Weinhändler H. Hantzsch; Wohn- und Geschäftshaus mit Seitenflügeln in der großen plauenschen Gasse; Einsatz von Portlandzement zur Abdichtung und zum Gießen von Verzierungs-Plastiken für einen Pavillon im Garten)[27]
- 1845/1847: Rittergut Löthain bei Meißen (für v. Roemer)
- 1846: Januar: Dresden (für von Kapelle)
- 1846: Mai: Oberau bei Meißen (für Kapinski)
- 1846: Oktober: Dresden. Plan (für Grützner)
- 1846: Oktober: Dresden. Plan (für Bähr)
- 1847: April: Dresden. Entwürfe (für Rietzschel)
- 1847: Juli: Leipzig. Plan (für D. Wiegand)
- 1848: Januar: Dresden. Ideenskizze für ein „Local für Gesang und Musikaufführungen“ (für Kapellmeister Richard Wagner und die Hofkapelle; an der Ostraallee an der Stelle der königlichen Silberwäscherei, dem Zwingerportal gegenüber, Zweiflügelbau auch an der Gerbergasse, Verlegung des Malergässchens; nicht realisiert)[28]

### Baubezogene Malerei

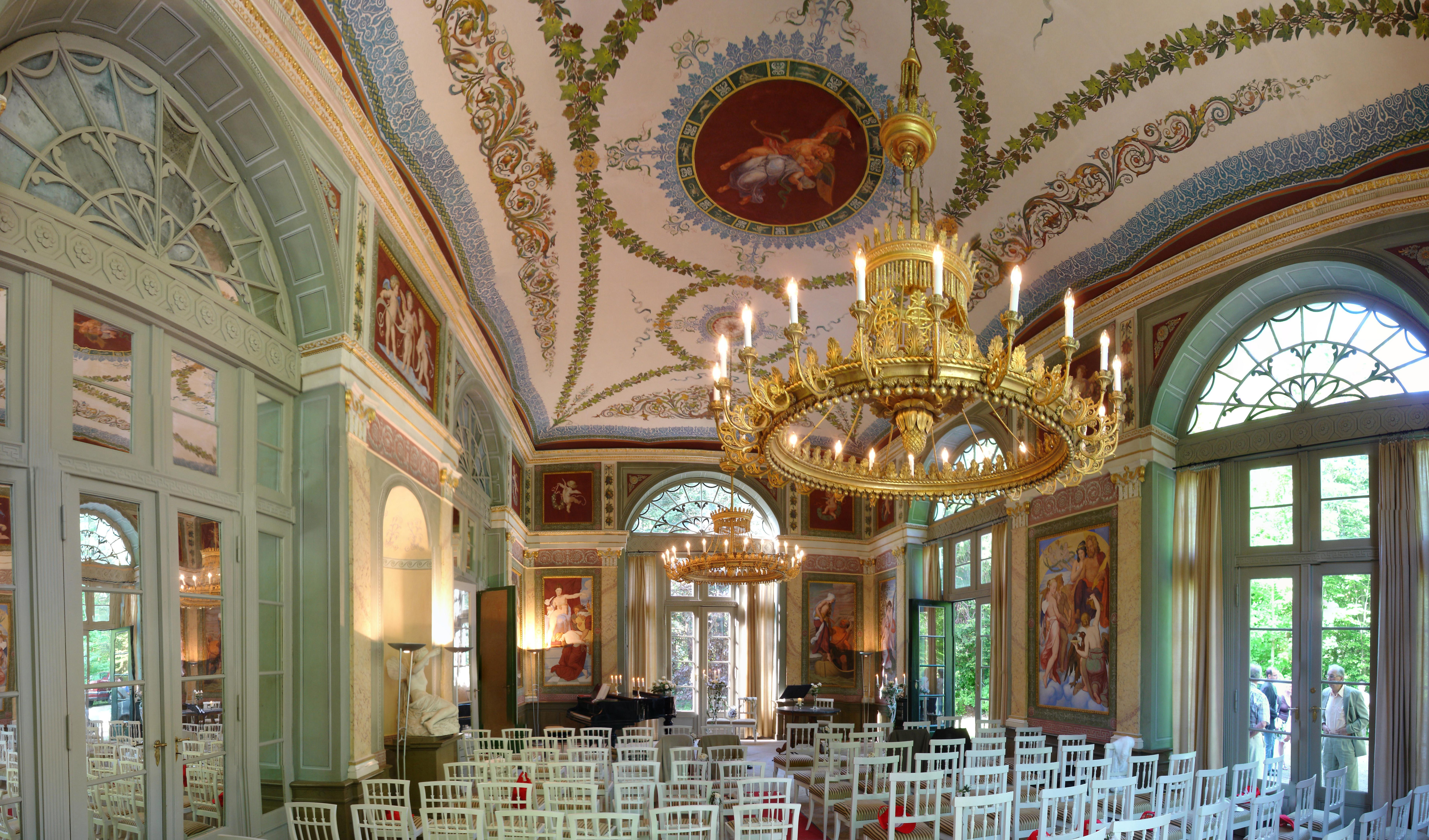
Schwind-Pavillon, Blick aus letzter Stuhlreihe

- 1832: April: „Umänderung und Decoration“ der Salomonis-Apotheke in Dresden (für Struve)
- 1833: März: Entwürfe für Salis (für Dr. Crusius; verschiedene Ideen zur Parkausschmückung im Rittergut Rüdigsdorf, einschließlich der Freskenentwürfe „aus dem Leben der Psyche“ für den Schwind-Pavillon)
- 1834: März: Concertsaal in Leipzig (Neudekoration des erst kurz vorher renovierten, in der Öffentlichkeit jedoch als „Teufelsküche“ skandalisierten Konzertsaals des Gewandhauses; für Dr. Donnier)[29]
- 1837: Februar: Handelsschule in Leipzig (für den Sachwalter Advocat Dr. Modes; Entwürfe für die Ausgestaltung des Prüfungssaals, realisiert von dem Historienmaler Gustav Adolph Hennig)[30]
- 1837: November: Weimarer Entwürfe zur Schlossdekoration (für die Herzogin v. Weimar)
- 1838: Januar: Weimar (für die Herzogin v. Weimar; Gestaltung der Pilaster im Schillerzimmer des Residenzschlosses, deren Medaillons erhalten Szenen aus Schillers Glocke)[31]
- 1844: Mai: „Decoration des Conzertsaals der Uniongesellschaft“ in Bremen (für Wolte; wohl die Häuser Am Wall, Hausnummer 150 bis 201 (Union von 1801 um 1905 abgebrochen))

### Schriften
- Woldemar Hermann: Tagebuch meines Wirkungskreises in der Architektur. Hrsg. von Eckhart Schleinitz, Michael Schleinitz. Notschriften Verlag, Radebeul 2006, ISBN 978-3-933753-88-5.